# Psautier de la reine Mélisande
Le psautier de la reine Mélisande est un manuscrit enluminé contenant le texte des psaumes mêlant le style byzantin et latin. Il a été exécuté au monastère du Saint-Sépulcre pour Mélisande de Jérusalem, femme de Foulques V d'Anjou, roi de Jérusalem puis régente du royaume de 1143 à 1152. Contenant 24 miniatures en plein en page, 9 sur une demi-page ainsi que des lettrines, il est actuellement conservé à la British Library (Egerton 1139).

## Historique
Le manuscrit ne contient aucune indication de date ni de commanditaire. Il pourrait avoir été destiné à la Mélisande, alors femme de Foulque d'Anjou, roi de Jérusalem. Le calendrier mentionne en effet son père Baudouin II de Jérusalem et sa mère Morfia de Malatya, ainsi que la prise de Jérusalem (à la date du 15 juillet). Le nom de Foulque n'y apparait pas mais l'inscription Herodius qui est synonyme en latin de Fulica ou foulque. Les prières possèdent par ailleurs plusieurs tournures indiquant qu'elles sont écrites pour une femme. Il est daté soit entre 1131 et 1143, soit un peu plus tôt entre 1134 et 1135 avec pour commanditaire Foulque lui-même.
La trace du manuscrit se retrouve à la fin du XIIe ou début du XIIIe siècle, époque à laquelle il appartient à un certain Frere Ponz Daubon qui a inscrit son nom sur le livre. Il aurait appartenu ensuite au monastère de la Grande Chartreuse dans les Alpes françaises. Vers 1840, il est la propriété d'Ambroise Comarmond, alors directeur du musée des beaux-arts de Lyon puis du bibliophile italien Guglielmo Libri (ou Guillaume Libri). Celui-ci le vend au marchand anglais de livres anciens Payne and Foss en 1845, pour 180 livres sterling. Il est ensuite acquis pour 350 livres sterling, en novembre 1845, par le British Museum par l'intermédiaire du fonds Bridgewater, institué par Francis Egerton, comte de Bridgewater. La bibliothèque du British Museum constitue l'actuelle British Library.

## Description
L'ouvrage mélange l'influence latine et byzantine, conformément à la double origine des commanditaires, en ayant fait travaillé des artistes venant d'Orient et d'Occident.

### Le texte
Le psautier contient un calendrier qui se rapproche de l'usage du diocèse de Winchester, proche de celui de Sarum ou Salisbury (f.13-19), suivi des instructions pour le comput (f.19-21) et de prières (f.21-22). Les psaumes sont conformes à l'usage du Saint-Sépulcre (f.23-177). Elles sont suivies de prières, cantiques et litanies (f.177-211). Il s'achève par l'office de morts, quant à lui à l'usage du diocèse de Bayeux (f.212-218). Le texte a été écrit par un scribe d'origine française.

### Les enluminures
Le programme iconographique est très riche. Il contient : 
- 24 miniatures en pleine page constituant la préface des psaumes (f.1-12), selon la tradition latine romane : il s'agit d'un cycle de la vie du Christ, en couleur et sur fond d'or, comportant des inscriptions en grec[1]. Il a été peint par Basilius qui a signé son œuvre au f.12v, un peintre d'origine occidentale, peut-être française qui a eu accès à des modèles du XIe siècle venus de Constantinople[4].
- 9 miniatures sur une demi-page illustrant les prières consacrées à la Vierge ou aux saints (f.202-211).
- 12 petites miniatures rondes illustrant le calendrier[1]
- une lettrine en pleine page illustrant la première page des psaumes (f.23v) suivie d'une page complète de texte en or inscrit dans des bandeaux (f.24r) ainsi que de grandes lettrines ornées en or dans les premières pages du texte[1]

En plus de Basilius, cinq autres mains ont été distingués parmi les enlumineurs, dont la moitié d'origine occidentale.

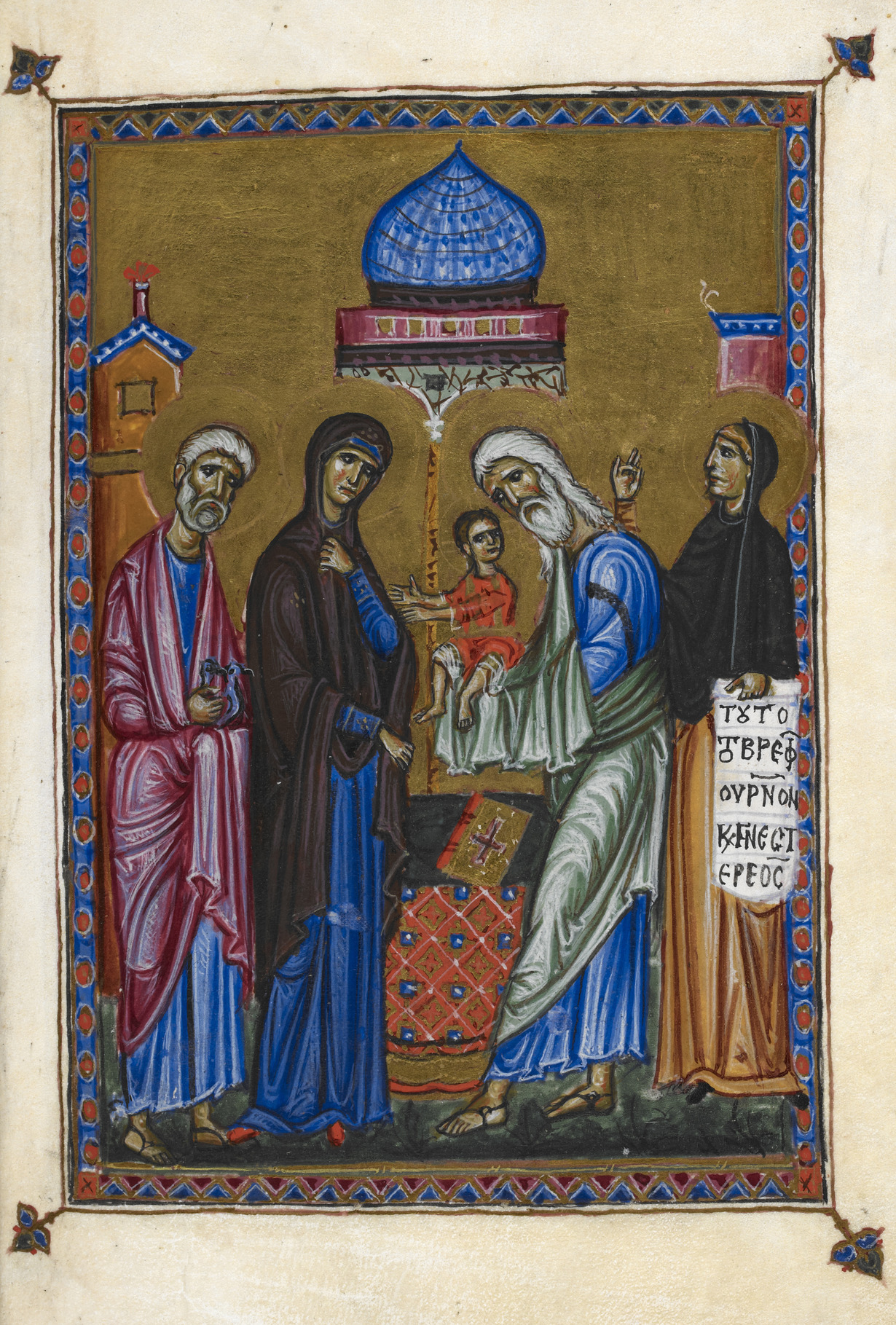
Présentation du Christ au Temple, f.3r
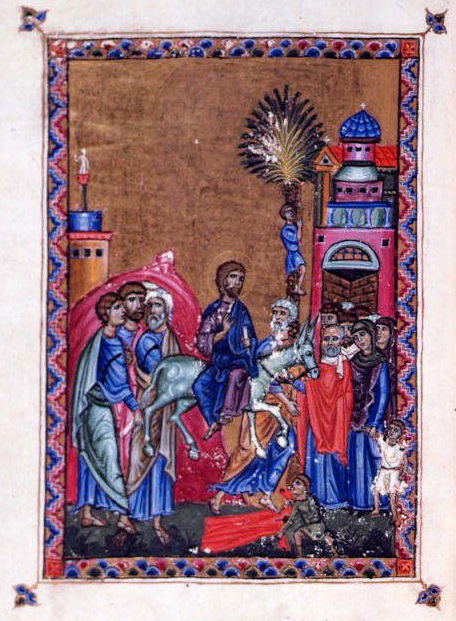
L'entrée à Jérusalem, f.5v
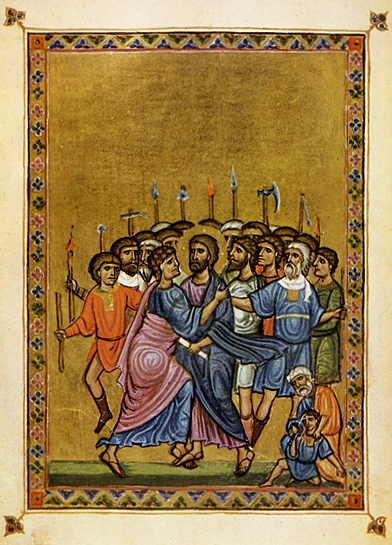
La trahison de Judas, f.7v
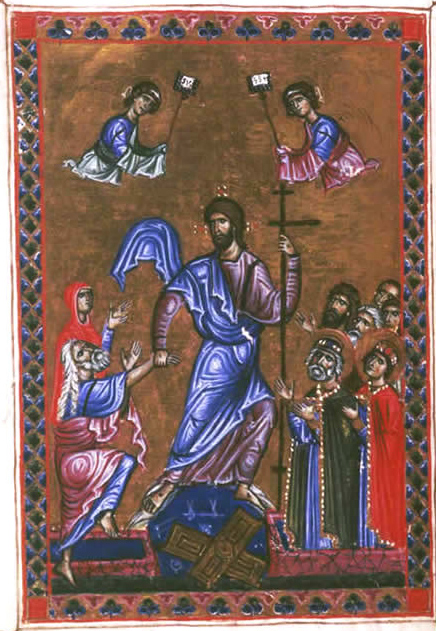
L'anastasis ou résurrection du Christ, f.9v

### La reliure
La reliure originale du livre est conservée, même si elle a été séparée du manuscrit. Elle est constituée de deux panneaux d'ivoire. Le plat supérieur représente de scènes de la vie de David. Le plat inférieur représente six vices et six œuvres charitables (évangile de Matthieu, 25:35-36), accompagnés de nombreuses inscriptions. Ces plaques sont décorées de pierres de gemmes et de turquoise. Les sculptures sur l'ivoire sont d'inspiration byzantine et latine, mais les pourtours sont décorés de motifs d'inspiration islamique.